# Palazzo Vescovile (Oppido Mamertina)
Il Palazzo Vescovile, noto anche come Episcopio o Vescovado, è il palazzo residenziale del vescovo.
L'attuale edificio, costruito per volere di mons. Nicola Canino, è situato tra Piazza Duomo e Via Antonio Maria Curcio. Disposto su due livelli, presenta una forma ad "L". Da un lato è addossato alla Cattedrale di Oppido Mamertina e dall'altro al Seminario.

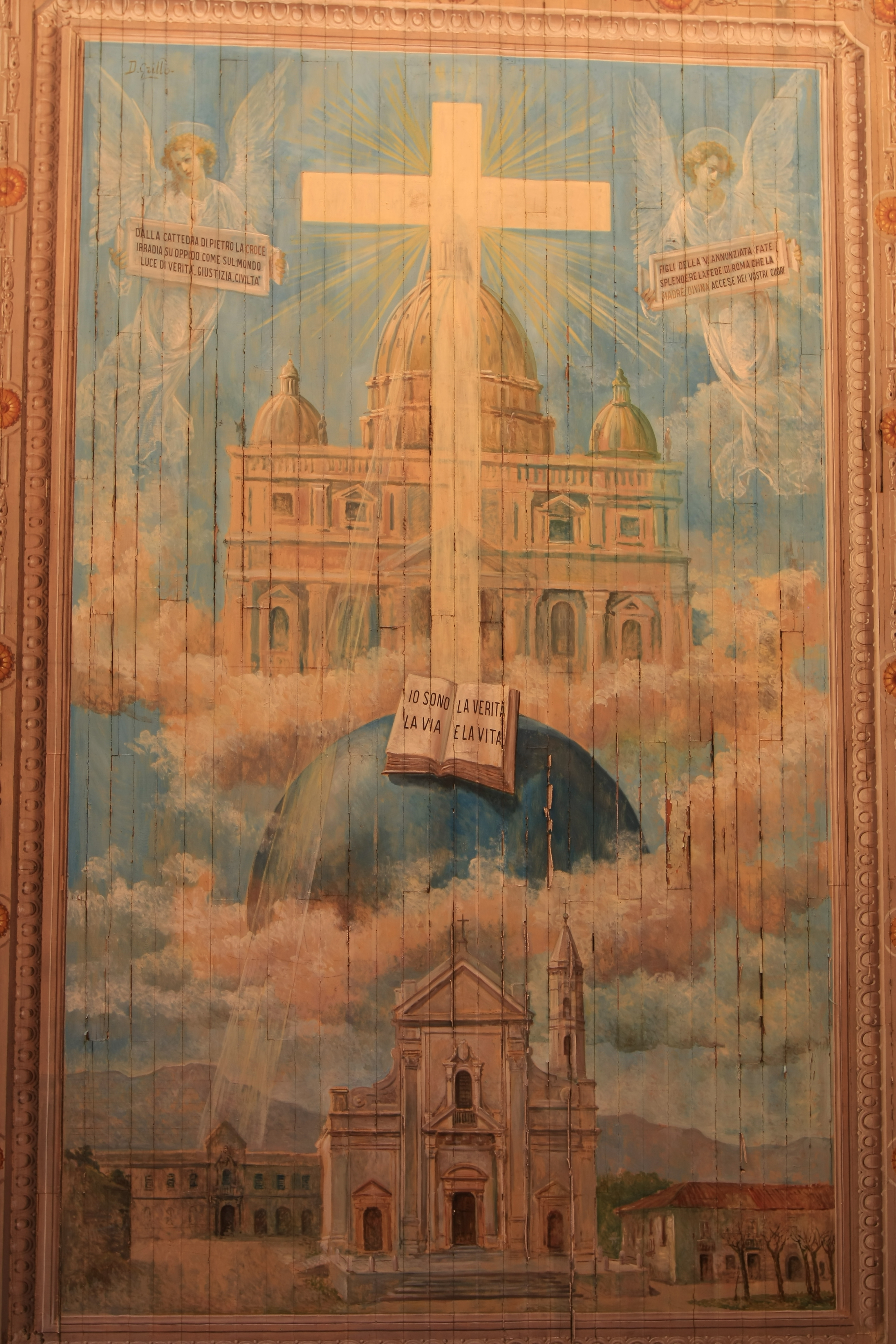
Episcopio, dipinto di Diego Grillo

Il piano alto è interamente adibito a residenza vescovile. Il piano sottostante ospita il Museo Diocesano e la Sala vescovile della Comunità. Quest'ultima, utilizzata originariamente come teatro, nonché come luogo di catechesi, è una grande sala restaurata nel 2013 per volere del vescovo Francesco Milito, ed è affrescata con pitture del maestro Diego Grillo raffiguranti scene del catechismo. Nel soffitto, interamente tinteggiato, è presente un grande dipinto raffigurante il globo terrestre sul quale è posta la Basilica di San Pietro e una grande croce, sotto il globo è posta la Cattedrale, dalla croce e dalla Basilica (Chiesa Universale) si irradia una fascio di luce verso l'Episcopio di Oppido Mamertina (Chiesa Particolare).
Nell'area interna del palazzo vi è un giardino alberato ove è presente una suggestiva riproduzione della grotta di Lourdes.